# Баррелл, Мартин
Мартин Баррелл, PC (англ. Martin Burrell; 19 октября 1858 года, Фарингтон, Беркшир, Англия, Соединённое Королевство Великобритании и Ирландии — 20 марта 1938 года, Оттава, Канада) — канадский политик, занимавший ряд министерских постов в правительстве Роберта Бордена. Министр сельского хозяйства Канады (1911—1917). министр шахт и государственный секретарь Канады (1917—1919), министр таможни и внутренних доходов Канады (1919—1920).

## Биография
Мартин Баррелл родился в городе Фарингтон в английском графстве Беркшир (ныне в графстве Оксфордшир). В молодости он эмигрировал в Канаду, где поселился неподалёку от города Гранд-Форкс, провинция Британская Колумбия. Там он приобрёл ферму, на которой начал заниматься разведением яблок. Вскоре его ферма стала давать самый большой урожай яблок в провинции.
Начал политическую карьеру в 1903 году, когда был избран мэром Гранд-Форкса. На федеральных выборах 1904 года неудачно пытался избраться в Палату общин от Консервативной партии, выставив свою кандидатуру в округе Йель—Карибу и проиграв либералу Данкану Россу. На следующих выборах 1908 года победил Росса и был избран депутатом от Йель—Карибу, переизбран в 1911 году. На федеральных выборах 1917 года был переизбран уже в качестве кандидата от Юнионистской партии, представляя округ Йель.
В 1911 году занял пост министра сельского хозяйства в первом кабинете Роберта Бордена, занимая его до 1917 года. Во втором кабинете Бордена, занимал посты государственного секретаря и министра шахт (1917—1919), затем был назначен министром таможни и внутренних доходов (1919—1920). В 1917 году получил серьезные ранения после пожара, повредившего здание парламента.
В 1920 году ушёл из политики, став парламентским библиотекарем. Занимал эту должность до своей смерти в 1938 году. Похоронен на кладбище Бичвуд.

## Память
В честь Баррелла назван ручей Баррелл-Крик возле Гранд Форкса.